# Radoslaw Gryta
Radosław Zdzisław Gryta, född 14 augusti 1955 i Kraśnik Lubelski, död 31 maj 2023, var en polsk-finländsk skulptör. 
Gryta studerade vid Repininstitutet i Leningrad 1976–1978, konstakademin i Kraków 1978–1979, Konstindustriella högskolan i Helsingfors 1979–1980 och Finlands konstakademis skola 1980–1984. Han flyttade till Finland 1979 (finsk medborgare 1986) och debuterade 1981 som konstnär i sitt nya hemland. 
Gryta var sedan slutet av 1980-talet känd för sina skulpturer i sten, plåt, gjutjärn, fanér eller massivt trä, ofta i stort format, grovt huggna eller tillyxade och med sakralt tema. Han reagerade snabbt för politiska händelser och aktualiteter, utnyttjat socialistisk ikonografi och symboliskt i olika material tolkat östblockets fall. I enskilda arbeten återvände till sin polska bakgrund och minnen från sin barndom. Under senare år ägnade han sig bland annat åt allegoriska installationer och scenografiliknande, med bland annat ljudeffekter symboliskt laddade utställningar. 
Han arbetade 1984–1988 som timlärare vid Konstindustriella högskolan och blev 1994 professor vid Bildkonstakademin.

## Offentliga verk i urval
- Rocken, trä, 2,5 meter hög, EU-högkvarteret i Bryssel, 1995
- Verk med tolv granitblock, Brobacka i norra Helsingfors
- Silta, skulptur, Tuulensuu skulpturpark, 2005